# Pelophylax cerigensis
La rana d'acqua di Karpathos (Pelophylax cerigensis (Beerli, Hotz, Tunner, Heppich, and Uzzell, 1994)) è una specie di rana della famiglia Ranidae.

## Distribuzione e habitat
È endemica dell'isola di Scarpanto (Grecia).

## Conservazione
Per la ristrettezza del suo areale e la esiguità della popolazione esistente, Pelophylax cerigensis è classificata dalla IUCN Red List come specie in pericolo critico di estinzione (Critically Endangered).